# Епархия Аньлуна
 Епархия Аньлуна  (лат. Dioecesis Nganlomensis) — епархия Римско-Католической церкви. Епархия Аньлуна входит в митрополию Гуйяна.

## История
16 февраля 1922 года Римский папа Пий XI выпустил бреве «Quae catholico», которым учредил апостольскую префектуру Наньлуна, выделив её из апостольского викариата Куангси (сегодня — Архиепархия Гуанчжоу). 27 апреля 1927 года апостольская префектура Наньлуна была преобразована в апостольский викариат.
С 1913 по 1931 года епархия именовалась по названию уезда как «Епархия Наньлуна». После того как уезд Наньлуна был переименован в 1931 году в уезд Аньлуна, епархия также стала называться по наименованию государственного уезда как Епархия Аньлуна. 11 апреля 1946 года Римский папа Пий XII издал буллу «Quotidie Nos», которой преобразовал апостольский викариат Аньлуна в епархию.

## Ординарии епархии
- епископ Alexandre-François-Marie Carlo (22.11.1922 — 26.01.1952)
  - Sede vacante (с 26.01.1952 — по настоящее время)

## Источник
- Annuario Pontificio, Libreria Editrice Vaticana, Città del Vaticano, 2003, ISBN 88-209-7422-3
- Бреве Quo catholico, AAS 14 (1922), стр. 183 (лат.)
- Булла Quotidie Nos, AAS 38 (1946), стр. 301 (лат.)